# Jennifer Lopez
Jennifer Lynn Lopez (rodným příjmením Lopez, přechýleně Lopezová, * 24. července 1969 New York) je americká herečka, zpěvačka, módní návrhářka a tanečnice známá pod přezdívkou J.Lo. Hlavní role ztvárnila ve filmech Selena (1997), Svatby podle Mary (2001), Krásná pokojská (2002), Smím prosit? (2004) nebo Příšerná tchyně (2005).
Za svoji kariéru vydala 8 alb. Její písnička „We Are One (Ole Ola)“ sloužila jako oficiální písnička Mistrovství světa ve fotbale.

## Dětství
Narodila se v newyorském Bronxu portorickým rodičům Guadalupe Rodrigezové a Davidu Lopezovi. Má dvě sestry, Lyndu a Leslie. Jelikož rodiče neměli mnoho finančních prostředků, musela si na taneční lekce sama vydělat. V 16 letech se dostala do Manhattanského tanečního klubu, díky němuž hostovala v několika videoklipech a zúčastnila se American Music Awards. Roku 1991 se objevila v roli tanečnice v televizní komedii In Living Color.

## Kariéra

### Herectví
Herectví se jí zalíbilo, a tak začala působit v seriálech South Central nebo Hotel Malibu. Propracovala se až k filmovým rolím, k jejím prvním patří role ve filmu Pád letadla 7 a role ve videoklipu Janet Jacksonové k písni That's The Way Love Goes z roku 1993. Toto byly vesměs všechno malé role, do většího povědomí diváků se dostala až rolí v americkém dramatu Moje rodina, kde si zahrála s Wesleym Snipesem, nebo díky filmu Vlak plný peněz. V roce 1996 získala roli v komedii s Robinem Williamsem Jack a v thrilleru s Jackem Nicholsonem Krev a víno.
Největšího úspěchu se dočkala v roce 1998, kde za roli ve filmu Selena obdržela nominaci na Zlatý glóbus. Za tento film si mimo jiné vydělala 1 milion dolarů. Ve stejném roce získala roli v hororovém filmu Anakonda, který získal komerční úspěch a vydělal přes 137 milionů dolarů. Se Seanem Pennem a Billy Bob Thorntonem si zahrála v krimi filmu U-Turn, který je založený na základě novely Johna Ridleyho Stray Dogs. S Georgem Clooneym si zahrála ve filmu Zakázané ovoce.
V roce 2000 se objevila ve filmu Cela. Film získal přes 104 milionů dolarů ve světě a obdržel mix kritiky. S Matthewem McConaugheym si zahrála ve filmu Svatby podle Mary. V roce 2002 si zahrála ve filmu Dost, kde hrála ženu, kterou zneužívá vlastní manžel. V prosinci roku 2002 se objevila ve filmu po boku Ralpha Fiennese Krásná pokojská. Film vydělal přes 155 milionů dolarů ve světě.
V roce 2003 naprosto propadl film Láska s rizikem. Rozpočet na film činil 54 milionů dolarů a film vydělal pouze 7 milionů ve světě. Kritikové film nazvali jedním z nejhorších filmů všech dob. V roce 2004 se objevila v malé roli ve filmu Táta na plný úvazek. Film také nezaznamenal úspěch. V říjnu si zahrála po boku Richarda Gera v dramatickém filmu Smím prosit?
V roce 2005 si zahrála po boku Jane Fondy v romantické komedii Příšerná tchyně. S Robertem Redfordem a Morganem Freemanem si zahrála ve filmu Žít po svém.
V roce 2010 získala hlavní roli ve filmu Záložní plán. V červnu 2010 bylo oznámeno, že Jennifer Lopez získala post porotce v talentové soutěži American Idol (Amerika hledá superstar). Na filmová plátna se vrátila v roce 2012 s hvězdně obsazeným filmem Jak porodit a nezbláznit se. Svůj hlas propůjčila do filmu Doba ledová 4: Země v pohybu.
Dne 3. června 2013 měl na stanici ABC Family premiéru seriál The Fosters, ve kterém sloužila jako exkluzivní producentka.
V roce 2015 hrála a produkovala film Kluk od vedle. Stanice NBC objednala dramatický seriál Špinaví poldové, ve kterém slouží jako exkluzivní producentka, ale také hraje postavu svobodné matky a policejní detektivky. Seriál se vysílal tři řady, poslední díl byl odvysílán v srpnu 2018. V roce 2016 bylo ohlášeno, že bude porotkyní nové taneční soutěže World of Dance.
V roce 2018 bude mít premiéru film Znovu ve hře, ve kterém hraje hlavní roli a film také produkuje. Roli Griseldy Blanco si zahraje v televizním filmu stanice HBO. V roce 2019 bude produkovat televizní produkci muzikálu Bye Bye Birdie Live! a film The Hustlers at Scores, ve kterém by si měla i zahrát.

## Hudba
Hudební debut On the 6 vyšel 1. července 1999 a název byl inspirován číslem metra, kterým jezdila každý den z práce a kde údajně napsala všechny své songy. Album dlouho vedlo na různých světových žebříčcích stejně jako pilotní singl „If You Had My Love“. Další velice úspěšné singly se jmenovaly „Waiting For Tonight“ nebo „Let's Get Loud“, za ten obdržela i nominaci na cenu Grammy v kategorii nejlepší taneční singl.
Druhé album J. Lo vydala v lednu 2001. Album se ihned umístilo na prvním místě stejně jako nový singl s názvem „Love Don't Cost A Thing“, se kterým poprvé dobyla britský singlový žebříček. Na dalších vydaných singlech spolupracovala s řadou známých osobností jako jsou Ja Rule, Caddillac Tah nebo 50 Cent, kteří jí pomohli hlavně s remixovou podobou alba J. Lo nazvanou J to tha L-O!: The Remixes.
Čtvrté album vyšlo v listopadu 2002 a jmenovalo se This Is Me… Then, kde hlavní pozornost vzbudily dva velice úspěšné singly Jenny From The Block, kterou zpívá společně s Jadakissem, a song All I Have, se kterým jí pomohl LL Cool J.
Až po třech letech, v roce 2005, vydala další album s názvem Rebirth, ze kterého vydala jen jeden úspěšný singl a ten se jmenoval Get Right. V roce 2006 dobyla americký singlový žebříček píseň Control Myself od LL Cool J, na kterém hostuje i Jennifer Lopez.
V roce 2007 vydala dvě alba. Album Como Ama Una Mujer je nazpívané celé ve španělštině a vyšlo začátkem roku, druhé album Brave vyšlo na konci roku a je nazpívané v angličtině. Jennifer vyjela také poprvé na celosvětové turné společně se svým manželem Marcem Anthonym.
Na podzim roku 2007 vydala prozatím poslední studiové album nazvané Brave, které je nazpíváno opět v angličtině. Album se umístilo na 31. místě amerického žebříčku Billboard Hot 100.
V roce 2009 podepsala smlouvu s nahrávací společností Island Records. Její comebackový singl „On the Floor“ se stal jednou z nejúspěšnějších písniček roku. Od 14. června 2012 se konalo turné nazvané Dance Again World Tour. 24. července 2012 vydala první album s nejlepšími hity Dance Again… the Hits. Její písničky „Dance Again“ a „Goin' In“ se staly součástí soundtracku k filmu Let's Dance: Revolution.
V dubnu 2014 byla vydána oficiální písnička Mistrovství světa ve fotbale „We Are One (Ole Ola)“. V červnu vydala prostřednictvím nahrávací společnost Capitol Records album A.K.A.. Na albu se objevují umělci jako Iggy Azalea, French Montana nebo Pitbull.
V roce 2017 začala pracovat na svém dalším španělském albu Por Primera Vaz. Hlavní singl „Ni Tú Ni Yo“ vydala v červenci 2017. Další singl „Amor, Amor, Amor“ vydala v listopadu 2017. V dubnu 2018 vydala španělský singl „El Anillo“ a následující měsíc „Dinero“, na kterém spolupracovala s DJ Khaledem a Cardi B.

## Móda
Působí ve světě módy pod značkou JLo by Jennifer Lopez. Navrhuje módu pro mladé dívky, hlavně džíny, trika, kabáty, pásky, peněženky a spodní prádlo. V roce 2003 nafotila mnoho snímků pro kampaň výrobce kabelek a tašek značky Louis Vuitton.
Vytvořila i svůj vlastní parfém. Její parfémový debut se jmenoval Glow by JLo, kterého se prodaly rekordní počty. Proto vydala ještě další parfémy s názvy Still nebo Miami by JLo. V roce 2006 vydala i svůj první pánský parfém s názvem Sweetface.
V září 2011 vydala novou kolekci nazvanou Jennifer Lopez Collection a řadu oblečení a doplňků pro Kohl's a Tommyho Hilfigera. Na konci roku 2012 vydala nový parfém Glowing by JLo.
V lednu 2017 se začala prodávat kolekce Giuseppe Zanottiho, který spolupracoval s Lopez na kolekci bot a šperků. V dubnu 2018 vydala limitovanou edici kosmetiky pro firmu Inglot Cosmetics.

## Osobní život

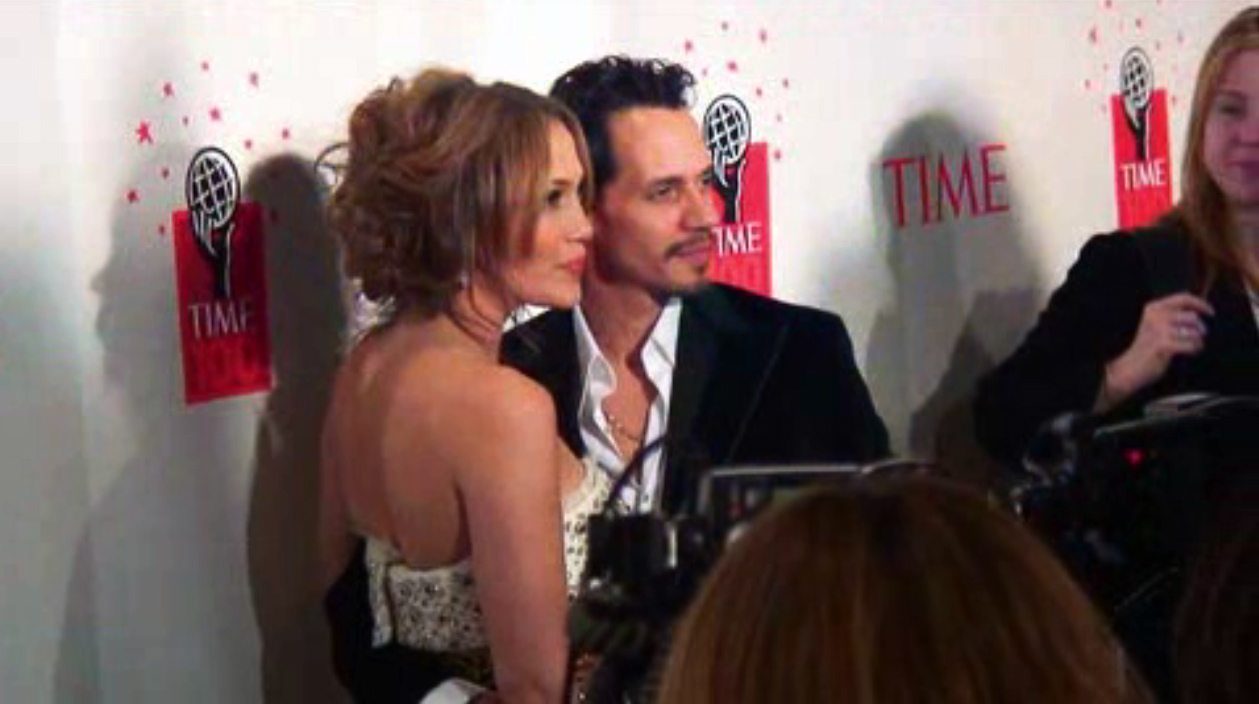
Jennifer Lopez s manželem Marcem Anthonym

Vdala se třikrát, poprvé za číšníka Ojani Nou. Její druhý manžel byl známý tanečník Chris Judd, se kterým se seznámila při natáčení videoklipu Love Don't Cost a Thing. Vzali se v září 2001 a rozvedli se v červnu 2002.
Poté se zasnoubila s hercem Benem Affleckem. Jejich vztah byl velmi medializován. Média jim přiřkla přezdívku Bennifer. Svatbu měli naplánovánu na září 2003, ta se ale neuskutečnila, pár se nakonec rozešel.
Krátce po rozchodu s Benem Affleckem potkala zpěváka Marca Anthonyho a po čase si ho tajně v roce 2004 vzala. Na konci roku 2007 oznámila, že spolu očekávají narození dvojčat. Dne 22. února 2008 porodila chlapečka Maximiliana Davida a holčičku Emmu Maribel
Koncem roku 2006 se objevila informace, že společně se svým manželem chodí na sezení pořádané scientologickou církví v Hollywoodu. Ona sama ale tuto informaci popřela s tím, že je vychována jako katolička. Roku 2012 se rozvedli.
Od října 2011 do srpna 2016 udržovala partnerský vztah se svým tanečníkem Casperem Smartem. Během února 2018 se přítelem stal bývalý baseballista Alex Rodriguez. V březnu 2019 se dvojice zasnoubila. V dubnu 2021 média uvedla, že obnovila vztah s Benem Affleckem, což Lopezová potvrdila instagramovým statusem při svých 52. narozeninách.
V červenci roku 2022 se spolu vzali.
V roce 2023 společně s Benem Affleckem podpořila iniciativu Artists4Ceasefire (umělci pro příměří), která se snažila upozornit na humanitární situaci v Gaze a požadovala okamžité a trvalé příměří ve válce Izraele s Hamásem.

## Spory
Několikrát byla nařčena několika zpěváky, že kopíruje jejich písničky. Například do své písně Get Right použila samply ze skladby 1 Thing od Amerie. Spor se dostal až k soudu, který prohrála.[zdroj⁠?!]

## Filmografie
| Rok  | Název                        | Role               | Poznámky |
| ---- | ---------------------------- | ------------------ | --- |
| 1986 | My Little Girl               | Myra               | |
| 1993 | Havárie letu 7               | Rosie Romero       | |
| 1995 | Moje rodina                  | Mladá Maria        | |
| 1995 | Vlak plný peněz              | Grace Santiago     | NCLR Bravo Award v kategorii Nejlepší herečka ve filmu |
| 1996 | Jack                         | Miss Marquez       | Nominace – NCLR Bravo Award v kategorii Nejlepší herečka ve filmu |
| 1996 | Krev a víno                  | Gabriella          | |
| 1997 | Anakonda                     | Terri Flores       | Nominace – ALMA Award v kategorii Nejlepší herečka Nominace – Blockbuster Entertainment Award v kategorii Nejlepší herečka v akčním/dobrodružném filmu Nominace – Cena Saturn v kategorii Nejlepší herečka                                                                                        |
| 1997 | Selena                       | Selena Quintanilla | ALMA Award v kategorii Nejlepší herečka Imagen Award v kategorii Lasting Image Award Lone Star Film Award v kategorii Nejlepší herečka Nominace – Zlatý glóbus v kategorii Nejlepší herečka ve filmu (muzikál nebo komedie) Nominace – Filmová cena MTV v kategorii Průlomové vystoupení ve filmu |
| 1997 | U-Turn                       | Grace McKenna      | |
| 1998 | Mravenec Z                   | Azteca (hlas)      | |
| 1998 | Zakázané ovoce               | Karen Sisco        | ALMA Award v kategorii Nejlepší herečka Nominace – Empire Award v kategorii Nejlepší herečka Nominace – Filmová cena MTV v kategorii Nejlepší ženské vystoupení a v kategorii Nejlepší polibek |
| 2000 | Cela                         | Catherine Deane    | Blockbuster Entertainment Award v kategorii Nejlepší herečka ve sci-fi filmu Filmová cena MTV v kategorii Nejlépe oblékaná Cena Saturn v kategorii Nejlepší herečka Nominace – MTV Movie Award v kategorii Nejlepší ženské vystoupení                                                             |
| 2001 | Policajtka                   | Sharon Pogue       | Nominace – ALMA Award v kategorii Nejlepší herečka |
| 2001 | Svatby podle Mary            | Mary Fiore         | Nominace – Zlatá malina v kategorii Nejhorší herečka Nominace – Teen Choice Award v kategorii Nejlepší chemie |
| 2002 | Dost                         | Slim Hiller        | |
| 2002 | Krásná pokojská              | Marisa Ventura     | Nominace – Zlatá malina v kategorii Nejhorší herečka Nominace – NAACP Image Award v kategorii Nejlepší herečka ve filmu Nominace – Teen Choice Award v kategorii Nejlepší herečka (komedie), Nejlepší lhářka, Nejlepší polibek                                                                    |
| 2003 | Láska s rizikem              | Ricki              | Zlatá malina v kategorii Nejhorší herečka a v kategorii Nejhorší pár (s Benem Affleckem) |
| 2004 | Smím prosit?                 | Paulina            | Nominace – Teen Choice Award v kategorii Nejlepší tanec (s Richardem Gerem) |
| 2004 | Táta na plný úvazek          | Gerture Steiney    | |
| 2005 | Příšerná tchyně              | Charlotte Cantilni | Nominace – Zlatá malina v kategorii Nejhorší herečka Nominace – Teen Choice Award v kategorii Nejlepší chemie (s Jane Fonda) |
| 2005 | Žít po svém                  | Jean Gilkyson      | |
| 2006 | Hranice smrti                | Lauren Adrian      | |
| 2006 | Vášeň v tanci                | Puchi              | Také producentka Nominace – ALMA Award v kategorii Nejlepší výkon latinského obsazení ve filmu |
| 2007 | V zajetí rytmu               |                    | Producentka |
| 2010 | Záložní plán                 | Zoe                | |
| 2012 | Doba ledová 4: Země v pohybu | Shira (hlas)       | |
| 2012 | Jak porodit a nezbláznit se  | Holly              | Nominace – ALMA Award v kategorii Nejlepší filmová herečka (komedie nebo muzikál) Nominace – Zlatá malina v kategorii Nejhorší herečka ve vedlejší roli Nominace – Teen Choice Award v kategorii Nejlepší herečka                                                                                 |
| 2013 | Parker                       | Leslie Rodgers     | |
| 2015 | Konečně doma                 | Lucy (hlas)        | |
| 2015 | Kluk od vedle                | Claire Peterson    | Také producentka |
| 2015 | Lila & Eva                   | Eva Rafael         | |
| 2016 | Doba ledová: Mamutí drcnutí  | Shira (hlas)       | |
| 2018 | Znovu ve hře                 | Maya               | Také producentka |
| 2019 | Zlatokopky                   | Ramona Vega        | Také producentka |
| 2022 | Vem si mě                    | Katalina Valdez    | Také producentka |
| 2022 | The Godmother                |                    | |
| 2022 | Shotgun Wedding              | Darcy              | Také producentka |

| Rok       | Název                      | Role                | Poznámky |
| --------- | -------------------------- | ------------------- | --- |
| 1991–1993 | In Living Color            | Dívka               | |
| 1993      | Second Chances             | Melinda Lopez       | 6 dílů |
| 1994      | Hotel Malibu               | Melinda Lopez       | 6 dílů |
| 1994      | South Central              | Lucile              | 3 díly |
| 2004      | Will a Grace               | Samu sebe           | 3 díly |
| 2005      | Kriminálka New York        | Samu sebe           | díl: „Velká vražda na hlavním nádraží“ |
| 2010      | Jak jsem poznal vaši matku | Anita Appleby       | díl: „Ne“ |
| 2011–2016 | American Idol              | Samu sebe/Porotce   | 10.–11. řada, 13.–14. řada Teen Choice Award v kategorii Nejlepší TV osobnost Nominace – ALMA Award v kategorii Nejlepší osobnost televize Nominace – People's Choice Award v kategorii Nejlepší porotce |
| 2013–2018 | The Fosters                | výkonná producentka | výkonná producentka |
| 2015–2018 | Špinaví poldové            | Harlee Santos       | Hlavní role, také producentka, 36 dílů |
| 2017–2020 | World of Dance             | Samu sebe/Porotce   | |
| 2018      | Will a Grace               | Samu sebe           | díl: „Sweatshop Annie & The Annoying Baby Shower“ |
| 2019      | Bye Bye Birdie Live!       | Rosie Alvarez       | televizní provedení muzikálu Bye Bye Birdie |

## Diskografie
- On the 6 (1999)
- J. Lo (2001)
- This Is Me… Then (2002)
- Rebirth (2005)
- Como Ama Una Mujer (2006)
- Brave (2007)
- Love? (2011)
- A.K.A. (2014)
- This Is Me… Now (2024)

## Ocenění v hudbě

### 1999
- Teen Choice Award v kategorii Písnička léta za "If You Had My Love"
- Ritmo Latino Award v kategorii Nový umělec roku
- Billboard Music Award v kategorii Nejlepší popový videoklip za "If You Had My Love"

### 2000
- MTV Europe Music Award v kategorii Nejlepší R&B umělkyně
- MTV Video Music Award v kategorii Nejlepší taneční video za "Waiting for Tonight"
- International Dance Music Award v kategorii Nejlepší nový taneční umělec a Nejlepší taneční videoklip za "Waiting for Tonight
- Nominace - Latinské Grammy Award – v kategorii Nejlepší popové vystoupení a Nejlepší hudební video za "No Me Ames"
- Nominace na Grammy v kategorii Nejlepší taneční nahrávka za "Waiting for Tonight"
- Billboard Music Award v kategorii Nejlepší popový videoklip za "Waiting for Tonight"
- Billboard Latin Music Award v kategorii Nejlepší vokální duo za "No Me Ames"

### 2001
- Teen Choice Award v kategorii Nejlepší taneční písnička za "Play"
- MTV Europe Music Award v kategorii Nejlepší umělkyně
- BET Award za "I'm Real (Murder Remix)"
- Billboard Music Award v kategorii Nejlepší popová umělkyně
- Nominace na Grammy v kategorii Nejlepší taneční nahrávka za "Let's Get Loud"

### 2002
- World Music Award v kategorii Nejlépe prodávaná latinská umělkyně
- Teen Choice Award v kategorii Nejlepší r&b/hip-hop/rap song za "Ain't It Funny (Murder Remix) feat. Ja Rule a Caddilac Tah
- MTV Europe Music Award v kategorii Nejlepší umělkyně
- MTV Video Music Award v kategorii Nejlepší hip-hopové video za "I'm Real (Murder Remix)"
- NRJ Music Award v kategorii Mezinárodní umělkyně roku
- Billboard Latin Music Award v kategorii Nejlepší latinský taneční singl roku za "Love Don't Cost a Thing (Amore Se Paga Con Amor)"
- ALMA Award v kategorii Nejlepší videoklip za "Love Don't Cost a Thing"

### 2003
- Teen Choice Award v kategorii Nejlepší hip-hopová a R&B umělkyně
- NRJ Music Award v kategorii Hudební internetová stránka roku
- Billboard Latin Music Award v kategorii Nejrychleji prodávaný latinský taneční song roku za "Alive (Thunderpuss Club Mix)"
- American Music Award v kategorii Nejlepší pop/rocková umělkyně

### 2007
- American Music Award v kategorii Nejlepší latinskoamerická umělkyně

### 2008
- Billboard Latin Music Award v kategorii Nejlepší popový song roku a Nejlepší taneční písnička roku za "Que Hiciste" a v kategorii Nejlepší popové album za Como Ama Una Mujer

### 2010
- World Music Award v kategorii Vynikající příspěvek v umění

### 2011
- MTV Australia Channel Awards v kategorii Nejvíc-sexy taneční písnička, Nejlepší rozhřívačka na párty, Nejvíc sexy videoklip, Taneční skladba roku, Sexy taneční song roku 2011, Ženský song roku za písničku "On the Floor"
- MTV Video Play Award v kategorii Platinové ocenění za "On the Floor"
- Nominace na Record of The Year za "On the Floor"
- American Music Award

### 2012
- MTV Australia Channel Awards v kategorii latina diva (s Shakirou), Nejlepší z týdne (za "Dance Again"), Nejvíc sexy diva v hudebním průmyslu) a Nejlepší milostný song duet (za "I'm Into You")

### 2013
- Billboard Latin Music Award v kategorii Turné roku za Summer Tour 2012 (s Enrique Iglesiasem)

## Ocenění ve filmu

### 1995
- Independent Spirit Awards – nominace za nejlepší vedlejší roli ve filmu Moje rodina

### 1997
- Cena Saturn – nominace pro nejlepší herečku ve filmu Anakonda

### 1998
- Zlatý glóbus – nominace za nejlepší herečku ve filmu Selena
- Filmová cena MTV – 2 nominace pro nejlepší herečku za filmy Best Kiss a Out of Sight
- Empire Movie Awards – nominace pro nejlepší herečku za film Out of Sight
- ALMA Awards – vítězství v kategorii nejlepší herečka za film Selena

### 2007
- ALMA Awards – nominace v kategorii nejlepší herečka za film Vášeň v tanci

### 2011
- ALMA Awards – nominace v kategorii nejlepší osobnost reality-show

### 2012
- ALMA Awards – nominace v kategorii nejlepší herečka za film Jak porodit a nezbláznit se v kategorii nejlepší osobnost reality-show